# Geneva Open 2022
Il Geneva Open 2022, conosciuto anche come Gonet Geneva Open per motivi di sponsorizzazione, è stato un torneo professionistico di tennis giocato all'aperto su campi in terra rossa. Il torneo fa parte dell'ATP Tour 250 nell'ambito dell'ATP Tour 2022. È stata la 19ª edizione del Geneva Open e si è svolto dal 15 al 21 maggio 2022 al Tennis Club de Genève di Ginevra, in Svizzera.

## Partecipanti al singolare

### Teste di serie
| Nazionalità | Giocatore           | Ranking* | Testa di serie |
| ----------- | ------------------- | -------- | -------------- |
|             | Daniil Medvedev     | 2        | 1              |
| Norvegia    | Casper Ruud         | 10       | 2              |
| Canada      | Denis Shapovalov    | 16       | 3              |
| Stati Uniti | Reilly Opelka       | 17       | 4              |
| Georgia     | Nikoloz Basilašvili | 25       | 5              |
| Stati Uniti | Tommy Paul          | 34       | 6              |
| Argentina   | Federico Delbonis   | 39       | 7              |
| Kazakistan  | Aleksandr Bublik    | 41       | 8              |

* Ranking al 9 maggio 2022.

### Altri partecipanti
I seguenti giocatori hanno ricevuto una wildcard per il tabellone principale:
- Ričardas Berankis
- Daniil Medvedev
- Leandro Riedi

I seguenti giocatori sono passati dalle qualificazioni:

- Facundo Bagnis
- Marco Cecchinato
- Johan Nikles
- Christopher O'Connell

### Ritiri
Prima del torneo
- Roberto Bautista Agut → sostituito da  Emil Ruusuvuori
- Laslo Đere → sostituito da  Thanasi Kokkinakis
- Márton Fucsovics → sostituito da  Richard Gasquet
- Mackenzie McDonald → sostituito da  Kamil Majchrzak
- Jan-Lennard Struff → sostituito da  Pablo Andújar

## Partecipanti al doppio

### Teste di serie
| Nazione     | Giocatore         | Nazione     | Giocatore         | Ranking* | Testa di serie |
| ----------- | ----------------- | ----------- | ----------------- | -------- | -------------- |
| Croazia     | Nikola Mektić     | Croazia     | Mate Pavić        | 10       | 1              |
| Regno Unito | Jamie Murray      | Brasile     | Bruno Soares      | 38       | 2              |
| El Salvador | Marcelo Arévalo   | Paesi Bassi | Jean-Julien Rojer | 49       | 3              |
| Messico     | Santiago González | Argentina   | Andrés Molteni    | 62       | 4              |

* Ranking al 9 maggio 2022.

### Altri partecipanti
Le seguenti coppie di giocatori hanno ricevuto una wildcard per il tabellone principale:
- Jakub Paul /  Leandro Riedi
- Ivan Sabanov /  Matej Sabanov

La seguente coppia di giocatori è entrata in tabellone come ranking protetto:
- Sander Arends /  Szymon Walków

La seguente coppia di giocatori è entrata in tabellone come alternate:
- Sadio Doumbia /  Fabien Reboul

### Ritiri
Prima del torneo
- Sander Arends /  Tallon Griekspoor → sostituiti da  Sander Arends /  Szymon Walków
- Rohan Bopanna /  Matwé Middelkoop → sostituiti da  Pablo Andújar /  Matwé Middelkoop
- Aleksandr Bublik /  Márton Fucsovics → sostituiti da  Aleksandr Bublik /  Thanasi Kokkinakis
- Lloyd Glasspool /  Harri Heliövaara → sostituiti da  Sadio Doumbia /  Fabien Reboul
- Andrej Golubev /  Fabrice Martin → sostituiti da  Romain Arneodo /  Fabrice Martin
- Julio Peralta /  Franko Škugor → sostituiti da  Francisco Cabral /  João Sousa
- Tim Pütz /  Michael Venus → sostituiti da  Luke Saville /  John-Patrick Smith

## Punti e montepremi

### Distribuzione punti
| Torneo    | V   | F   | SF | QF | 2T   | 1T | Q    | Q2   | Q1   |
| Singolare | 250 | 150 | 90 | 45 | 20   | 0  | 12   | 6    | 0    |
| Doppio    | 250 | 150 | 90 | 45 | N.D. | 0  | N.D. | N.D. | N.D. |

### Montepremi
| Torneo    | V       | F       | SF      | QF      | 2T     | 1T     | Q2     | Q1     |
| Singolare | €41,145 | €29,500 | €21,000 | €14,000 | €9,000 | €5,415 | €2,645 | €1,375 |
| Doppio*   | €15,360 | €11,000 | €7,250  | €4,710  | €2,760 | N.D.   | N.D.   | N.D.   |

*a coppia

## Campioni

### Singolare
Casper Ruud ha sconfitto in finale  João Sousa con il punteggio di 7-6(3), 4-6, 7-6(1) .
- È l'ottavo titolo in carriera per Ruud, il secondo della stagione.

### Doppio
Nikola Mektić /  Mate Pavić hanno battuto in finale  Pablo Andújar /  Matwé Middelkoop con il punteggio di 2-6, 6-2, [10-3].